# Lo imperdonable
Lo imperdonable é uma telenovela mexicana produzida por Ernesto Alonso para Televisa e exibida pelo El Canal de las Estrellas em 1975.
Foi protagonizada por Amparo Rivelles, Armando Silvestre e Rogelio Guerra e antagonizada por Raquel Olmedo e Marilú Elizaga.

## Sinopse
Alejandra Fonseca é uma dona de casa que mora na cidade de San Cristóbal com sua família. Esta é composto por seu marido, o advogado Mauricio Fonseca; os filhos Eduardo e Gloria; sua sogra rigorosa, Sofía; sua cunhada Sara e Rosalia, a governanta da família.
A vida de Alejandra é cinza e triste, pois ela se sente pressionada e reprimida por sua família, que não lhe dá nenhum sinal de carinho; Mauricio a trata friamente e Sofía a detesta.
Um dia, Alejandra acidentalmente descobre que Sara vai fugir com seu amante, Ricardo. Para salvar a honra de sua cunhada, Alejandra vai para a estação de trem, onde ambos iam se encontrar, mas Sara chega atrasada e o trem termina com Alejandra a bordo para convencer Ricardo a deixar sua cunhada em paz. No entanto, o trem sofre um acidente durante a viagem; Ricardo morre e Alejandra sobrevive, mas ela perde toda sua memória.
Ao saber da tragédia, toda a família a considera morta e eles acreditam que foi ela quem estava fugindo com seu amante (Sara decide se calar e esconde a verdade por covardia). Mais tarde, Mauricio se casa com a malvada Bertha Duval, uma velha amiga da família que sempre esteve apaixonada por ele.
Enquanto isso, Alejandra vaga sem rumo, mas é resgatada pelo bondoso Dr. Reyna; Este, ao verificar que Alejandra nem se lembra do nome dela, a chama de Andrea Reyna. Alejandra (agora Andrea) mais tarde encontra Álvaro, um empresário teatral que se apaixona por ela. Os dois vão para Buenos Aires , onde ela triunfa como atriz.
Quinze anos depois, Alejandra retorna para a Cidade do México transformada em uma atriz de sucesso e acompanhada por sua amiga e assistente Susy. Andrea está prestes a se casar com Álvaro, de quem ela também se apaixonou, quando de repente ela recupera a memória e lembra seu nome e o de sua família, a quem ela decide procurar. Alvaro sente-se desiludido, mas ainda tenta conquistar Alejandra, a única mulher que ele já amou.
Alejandra está reunida com seus filhos, que já são adultos, e pouco a pouco ela está lembrando seu passado. Eduardo é um advogado como seu pai e namorado do modelo Sonia; Gloria, por outro lado, é a namorada de Ernesto, afilhada do mafioso Víctor Angelini. Alejandra terá que lutar muito para recuperar os anos perdidos e para que seu futuro seja feliz.

## Elenco
- Amparo Rivelles - Alejandra Fonseca / Andrea Reyna
- Armando Silvestre - Mauricio Fonseca
- Rogelio Guerra - Álvaro
- Raquel Olmedo - Bertha Duval
- Enrique Álvarez Félix - Eduardo Fonseca
- Susana Dosamantes - Gloria Fonseca
- Marilú Elizaga - Sofía Fonseca
- Norma Lazareno - Sara Fonseca
- Alfredo Leal - Arturo Rey
- Miguel Manzano - Dr. Reyna
- Héctor Bonilla - Ernesto
- Sasha Montenegro - Sonia
- Emilia Carranza - Rosalía
- Gloria Mayo - Nelly Farca
- Pilar Pellicer - Adriana
- Susana Cabrera - Susy
- Milton Rodríguez - Víctor Angellini
- Sergio Barrios - Lic. Cano
- Atilio Marinelli - Alberto
- Carlos Flores - Héctor
- Alicia Palacios - María
- Lucy Tovar - Lucía
- Sergio Jiménez - Mateo Gallol
- Alfonso Meza - Dr. Ricardo Luna
- Alberto Inzúa - Dr. Estrada